# Urticina piscivora
Espèce
Urticina piscivora est une anémone de mer.

## Référence
Sebens & Laakso : The genus Tealia (Anthozoa: Actinaria) in the waters of the San Juan Archipelago and the Olympic Peninsula. Wasmann Journal of Biology, 35(2) 1977: 152-168